# Савонетт
Савонетт — газовое месторождение в Тринидаде и Тобаго. Расположено на восточном побережье острова Тринидада. Открыто в 2009 году. Запасы газа составляют 100 млрд м3.
Оператором месторождения является британская BP.